# Cristal (champagne)

Cristal 2007

Cristal est la cuvée emblématique de la Maison de Champagne Louis Roederer, créée en 1876 pour le tsar Alexandre II. 
Cristal Rosé a été créé cent ans après, en 1974.

## Histoire
Au milieu du XIXe siècle, la Russie raffole de champagne et en particulier de celui de la Maison Louis Roederer, qui y exporte plus du tiers de sa production. 
À l'occasion de l'Exposition universelle de 1867 à Paris, un dîner au Café Anglais réunit le Tsar Alexandre II, son fils le futur Alexandre III ainsi que le Kaiser Guillaume accompagné du Chancelier Bismarck. Le seul champagne servi est un Louis Roederer frappé, qui clôture ce repas connu comme le Dîner des Trois Empereurs. 
Chaque année, la Maison accueille à Reims le maître de chai de l'empereur de Russie venu participer à l'assemblage de la cuvée de la cour impériale. Il apporte une demande expresse d'Alexandre II, qui souhaite que Louis Roederer lui crée une cuvée unique, par sa qualité et par sa forme.
La Maison fait alors appel à un maître verrier flamand qui réalise une bouteille en cristal, transparente et à fond plat. Ce fond plat caractéristique écarte le risque qu'une bombe soit cachée dans la piqûre de la bouteille, car Alexandre II redoute les attentats. Servies à la cour dans un linge blanc, la bouteille en cristal transparent permet aussi à l'empereur de voir le vin qu'il va boire et d'en apprécier la robe dorée.
La Maison sélectionne alors ses meilleures vignes parmi les sept crus les plus réputés de son vignoble, situés sur des terres calcaires pour apporter au vin une dimension cristalline. Ce choix fait en 1876 est prolongé jusqu'à nos jours et donne à la cuvée l'équilibre exceptionnel qui la caractérise,.
En 1908, Nicolas II rend hommage à la Maison Louis Roederer en lui décernant le brevet de « Fournisseur officiel de la Cour de Sa Majesté l'Empereur ». Depuis lors, les bouteilles de Cristal portent en médaillon les armoiries impériales.
Réservée exclusivement aux Tsars de Russie, Cristal est la première cuvée de prestige de l'histoire de la Champagne.

## Élaboration

### Cristal
Cristal est élaboré uniquement lors des « grandes années », quand la maturité du Pinot Noir (environ 60 %) du Chardonnay (environ 40 %) qui le composent est parfaite. La cuvée est issue de vieilles vignes exclusivement maison, toutes situées en Grand Cru. Elles sont travaillées en agriculture biologique et vinifiées parcelle par parcelle pour que s'exprime toute la complexité de chaque terroir,,.
Les bouteilles bénéficient de six années de maturation dans les caves de Louis Roederer, puis d'un repos de 8 mois après dégorgement.

### Cristal Rosé
Cent ans après la création de Cristal, Jean-Claude Rouzaud crée Cristal Rosé sur le millésime de 1974.
Cristal Rosé est également bâti sur une majorité de Pinot noir (environ 55 %), et le reste de Chardonnay (environ 45 %). Il est issu de l'infusion douce (macération à froid des pinots noirs ensuite coulés dans les jus de Chardonnay). 20 % de l'assemblage est vinifié en foudres de chêne.
Les bouteilles bénéficient également de minimum six ans de maturation dans les caves de Louis Roederer, puis de huit mois de repos après dégorgement.